# Chacopata
Chacopata – miasto w Wenezueli, w stanie Sucre.